# Matvej Ivanovics Platov
Matvej Ivanovics Platov  gróf (oroszul: Матвей Иванович Платов, Azov, 1753. augusztus 8. (19.) – Don, 1818. január 4. (15.) orosz tábornok, a doni kozákok atamánja. A doni kozákokat vezette a napóleoni háborúkban, és megalapította Novocserkasszkot, mint Don Host tartomány új fővárosát.

## Élete
Platov Pribiljanszkojében született, és 1766-ban, tizennégy éves korában lépett be a doni kozákokhoz. 1769-ben jeszaul lett. Az 1771-es krími hadjáratban kitüntette magát, 1772-ben pedig egy kozák ezred parancsnokává léptették elő.1774 és 1784 között a kozákokkal a Krími tatárok ellen harcolt. 1774-ben és 1782-ben Alekszandr Szuvorov vezetése alatt szolgáltak a Kuban-völgyben, Csecsenföldön és Dagesztánban. 1788-ban kitűnt Ocsakov ostrománál, ezért a Szent György rend 4. fokozatát adományozták neki. 1789-ben Akkerman, Bender és Kaushani akciói után dandártábornokká léptették elő. 1790-ben Izmailnál mutatott hősi bátorságot, melyért megkapta a Szent György rend 3. osztályát, valamint a Jekatyerinoslav és Chuguev kozákok atamánjává , 1793. január 12-én pedig vezérőrnaggyá léptették elő.1796-ban a perzsa hadjáratban tanúsított bátorságáért Szent Vlagyimir Renddel (3. osztály) és aranykarddal tüntették ki.
I. Pál orosz cár a cári udvarnokok által terjesztett pletykák miatt Kosztromába száműzte, majd később a Péter-Pál erődbe zárták .  Ártatlanságának igazolása után azonban a császár a Jeruzsálemi Szent János-rend parancsnoki keresztjével tüntette ki. Sajnos ez vezetett ahhoz is, hogy 1800-ban kinevezték a rossz sorsú és rosszul kigondolt orosz indiai expedícióba . Bár az expedíció csak Orenburgig jutott el, Platovot a doni kozákok altábornagyává és pokhidnii atamanjává (hadjáratvezető) léptették elő, és áthelyezték a novocserkaski főhadiszállásra.
Amikor I. Sándor cár trónra lépett, kinevezték a doni kozákok atamánjává. A cár 1805-ben elrendelte, hogy a kozák fővárost helyezzék át Starocherkasskból egy új helyre, Novocserkasszk néven .
Az 1806-1807-es lengyel hadjárat során Platov egy kozák hadtestet irányított, és a franciák ellen harcolt az eilaui, guttstadti és friedlandi csatákban, ezért megkapta a Szent György rend 2. osztályát, és a Szent Alekszander Nyevszkij rendet, valamint a porosz  fekete sas és vörös sas rendeket. 1809-ben a török ellen küzdött, bevette Hirsovát és nagy része volt a rasszevati és kalipetri győzelmekben. 1808-1809-ben aktívan harcolt a törökök ellen a Duna -völgyben, beleértve a szilisztrai csatát, ezért megkapta a St.Vladimir rendet (1. osztály). 1809. október 11-én Platovot lovassági tábornokká léptették elő.  Nem sokkal a hadjárat vége után visszatért a Don Hosthoz, és folytatta a helyi kozák közigazgatás átszervezését.
1812-ben Platov egy kozák hadtesttel támogatta Bagration tábornok 2. nyugati hadseregét a Korelichi hadműveletnél, Mirnél és Romanovónál, és a hátvédet biztosított a Mogiljov felé való visszavonulásuk során. A szmolenszki orosz ellentámadás során Platov Molevo Bolotónál harcolt. A borodinói csatában Fjodor Uvarov lovassági tábornokkal együtt manővert hajtott végre a francia bal (északi) szárny ellen, de nem sikerült hatékonyan megfélemlítnie a franciákat, így Platov nem kapott kitüntetést a csatáért, bár ironikus módon később a történészek felfedték, hogy ez a rajtaütés drámai hatással volt Napóleonra, ami miatt visszatartotta a francia birodalmi gárdát. [2] A franciákat üldözte Moszkvából való visszavonulásukkor 1812-ben (amiért megkapta az Orosz Birodalom grófja címet), majd az 1813-as szászországi lipcsei csatában elszenvedett Francia vereség után (lásd Altenbergi csata, 1813. szeptember 28.). Több porosz várost elfoglalt, Lefebvre tábornokot pedig 1813. május 28-án Altenburgnál megverte; a lipcsei csata után az ellenséget a Rajnáig követte, aztán több francia várost bevett, s a szövetségesekkel Párizs ellen vonult.
Később Platov elkísérte Sándor császárt Londonba, ahol az Oxfordi Egyetem aranykarddal és tiszteletbeli diplomával tüntette ki. Sir Thomas Lawrence festett róla egy portrét, melyet a windsori kastélyban, IV. György, akkori régens herceg által készített Waterloo Kamrában helyeztek el. Platov ezután a kozák fővárosban, Novocserkasszkban telepedett le, ahol iskolát alapított, és a helyi közigazgatás vezetője volt.
67 évesen halt meg Epanchitskoe-ban (Taganrog közelében). A  Novocserkasszki székesegyházban temették el, ahol 1853-ban oszlopot is emeltek emlékének, mely 1923-ig állt majd 1993-ban újjáépítették. Novocserkasszkban, Don-i Rosztovban és Moszkvában is vannak lovas emlékművei. Gavrila Derzsavin utolsó ódáit Platov hőstetteinek szentelte. Leszkov Levsájában (1881) Platov mint doni kozák  kiemelkedő figura, annak ellenére, hogy ebben a népi stílusú mesében szereplő alakítása tele van anakronizmusokkal.